# Capela de Versalhes
A capela palatina de São Luís IX de França do Palácio de Versalhes está localizada dentro do complexo do palácio real, ao longo da ala norte.
A capela atual é a quinta da história do palácio. Estas capelas evoluíram com a expansão do castelo e constituíram o ponto focal da vida quotidiana da corte durante o Antigo Regime  .

## História

### A primeira capela
A primeira capela do palácio remonta à época de Luís XIII e localizava-se num pavilhão separado a nordeste do castelo.  Esta capela seguiu o modelo palatino, tradicional em França e as capelas subsequentes construídas também mantiveram este padrão. A capela foi demolida em 1665 durante a construção da Caverna Teti no jardim  .

### A segunda capela
A segunda capela do palácio foi construida durante a segunda campanha de construção iniciada por Luís XIV (1669-1672), quando Louis Le Vau construiu o château neuf . Quando a parte nova do castelo foi concluída, a capela foi localizada no grand appartement de la reine para formar um pendente simétrico com o salão de Diane no grand appartement du roi . Esta capela foi usada pela família real e pela corte até 1678, ano em que foi construída a terceira capela e a área da segunda capela foi convertida na salle des gardes de la reine

### A terceira capela
Localizada perto da nova salle des gardes de la reine, esta capela permaneceu ao serviço de Versalhes apenas por um curto período de tempo. Pouco depois da sua construção, Luís XIV considerou-a inconveniente e pouco prática para as suas necessidades e as da corte que foi oficialmente transferida para Versalhes em 1682 . Em 1682, portanto, esta sala foi convertida na grande salles des gardes de la reine (e hoje é conhecida como la salle du sacre ) e uma nova capela foi construída  .

### A quarta capela

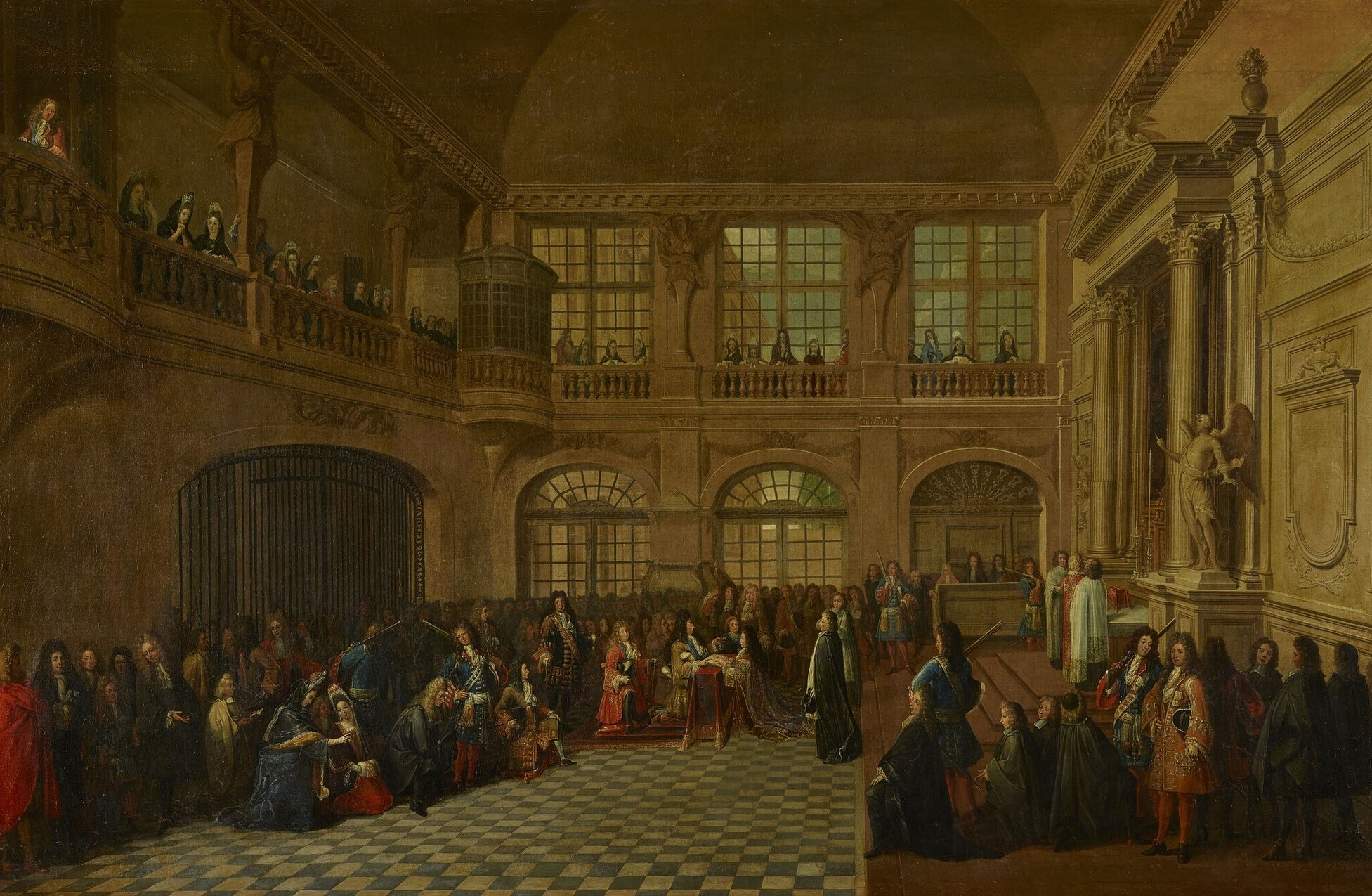
A quarta capela em 1695 na pintura Luís XIV recebe o juramento do Marquês de Dangeau

Com a construção da aile du Nord, ala norte do castelo, foi também construída uma nova capela. A construção exigiu a destruição da Caverna Teti . Quando a quarta capela foi construída, o salão de l'Abondance, que servia de entrada ao gabinete des médailles do petit appartement du roi, foi transformado no vestíbulo da capela - assim chamado devido à sua altura acima do nível da capela a formar um palco onde o rei e a família real assistiam à missa todos os dias. Esta capela permaneceu em uso até 1710 e testemunhou muitos acontecimentos importantes para a corte e a família real durante o reinado de Luís XIV. Atualmente o salão d'Hercule e a parte inferior do vestíbulo ocupam o espaço da capela  .

### A quinta capela

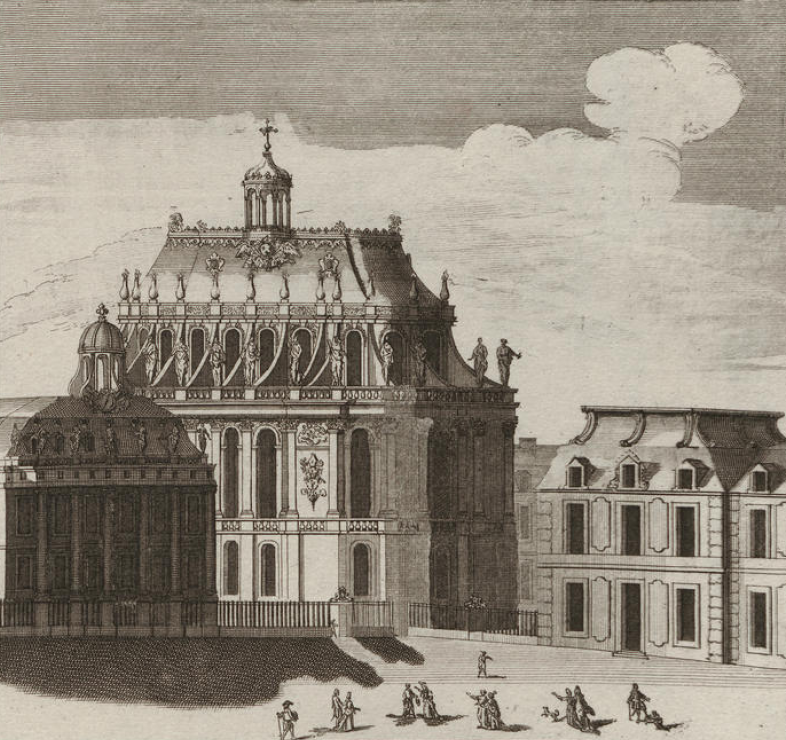
A capela em gravura de 1725

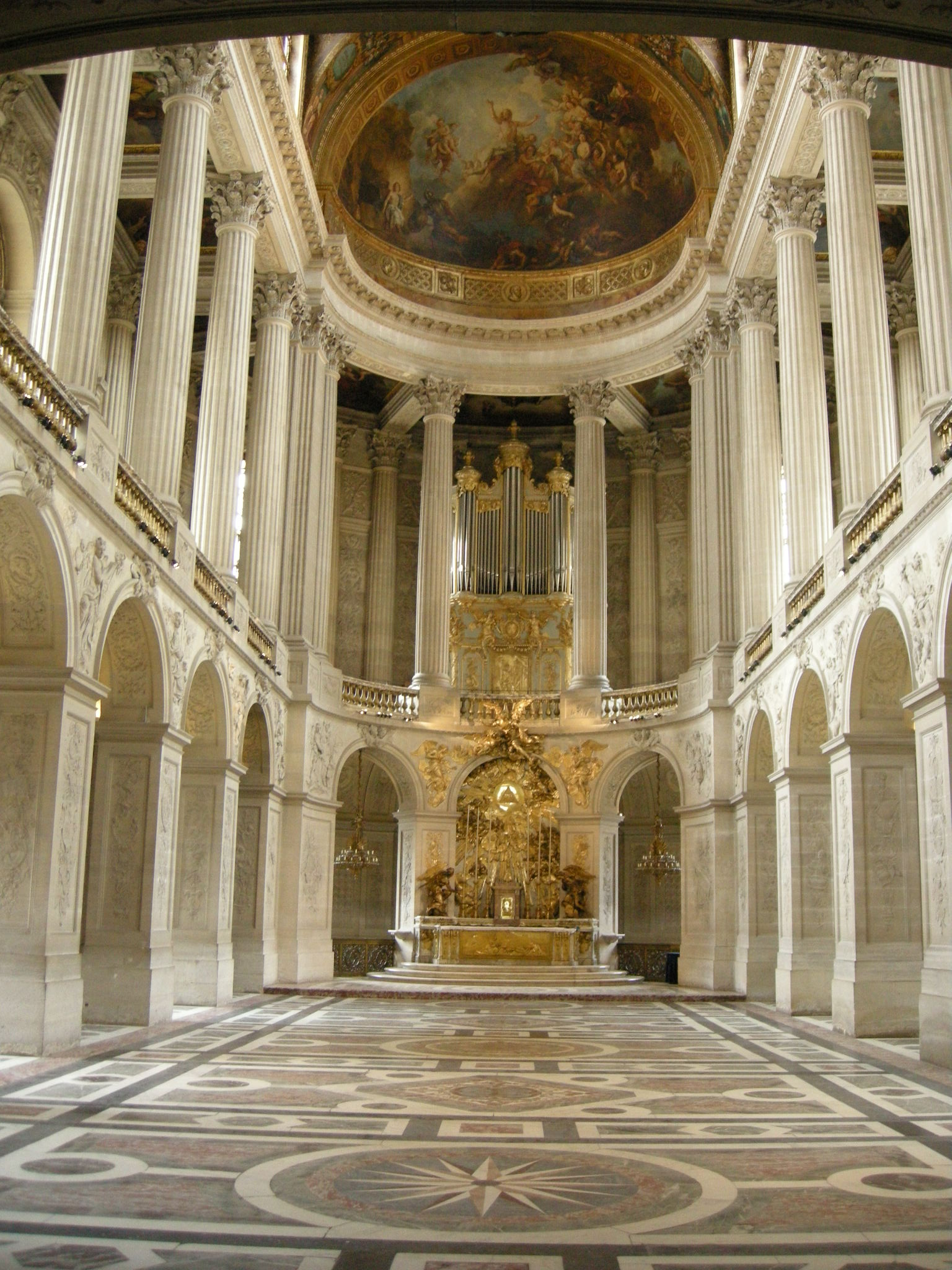
Interno

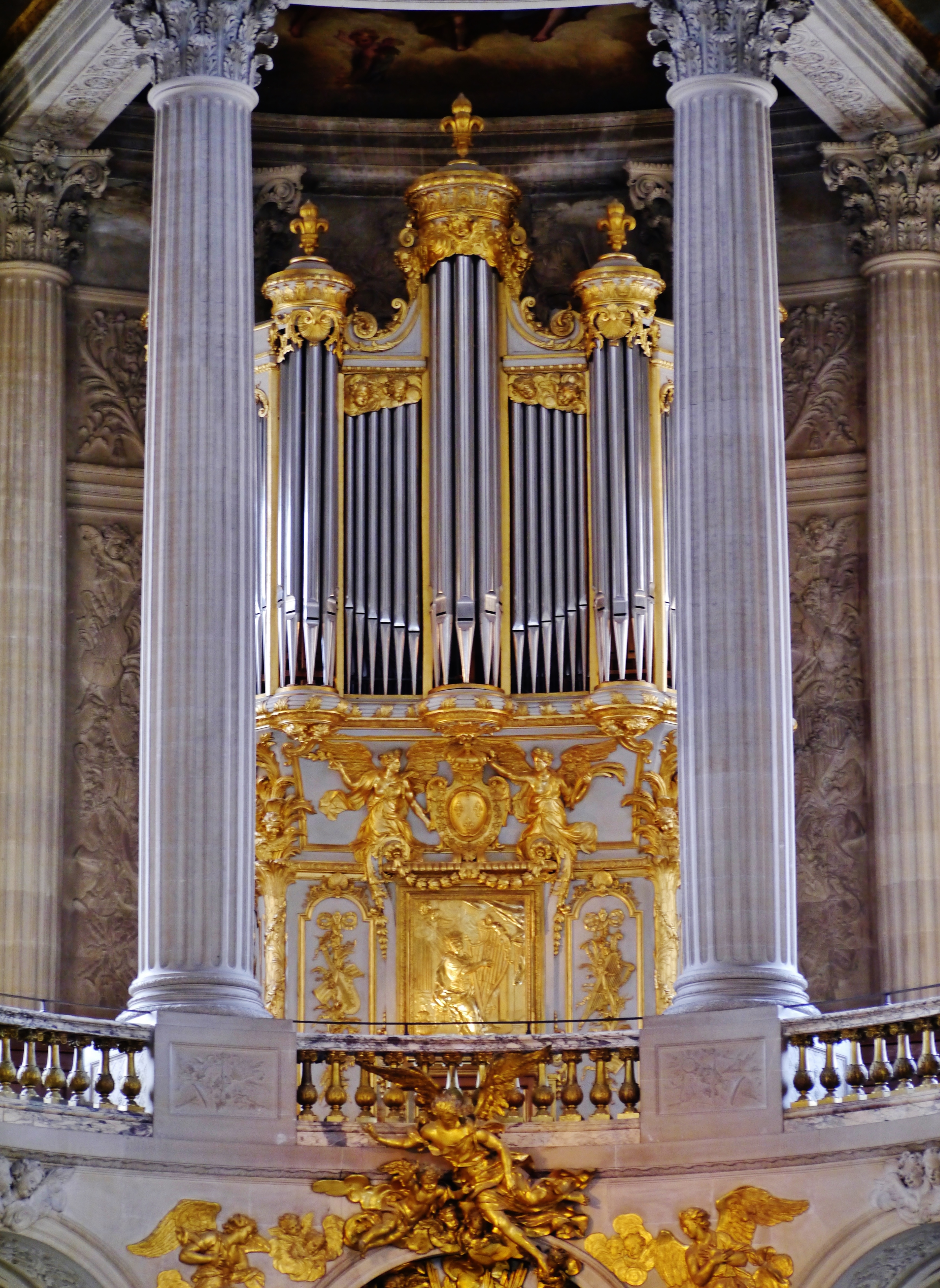
O órgão

Como ponto focal da quarta (e última) campanha de construção de Luís XIV (1699-1710), foi construída a quinta e última capela do Palácio de Versalhes. Iniciada em 1689, a construção foi interrompida pelas despesas da Guerra da Liga de Augsburgo ; Jules Hardouin-Mansart retomou a construção em 1699 e continuou o projecto até à sua morte em 1708, ano em que a direcção das obras foi assumida pelo seu cunhado Robert de Cotte que terminou o projecto  . (Félibien, 1703; Kimball, 1944; Le Guillou, 1983, 1989; Marie, 1972, 1976; Piganiole de la Force, 1701; Verlet, 1985).A capela foi a maior capela real alguma vez construída em Versalhes e de facto foi o único edifício cujas altas abóbadas quebravam a severa horizontalidade dos telhados do palácio, atraindo alguns protestos até de contemporâneos como o duque de Saint-Simon, que ele descreveu-o como um "enorme catafalco".  Em qualquer caso, a magnificência dos interiores foi universalmente reconhecida como uma obra de arte e até tomada como modelo por Luigi Vanvitelli para o seu projecto da capela do Palácio Real de Caserta  .
Dedicada a São Luís IX de França, padroeiro dos Bourbons e do próprio rei, a capela foi consagrada em 1710 .
Durante o século XVIII, a capela acolheu grandes eventos para a família real e a corte. Os Te Deums eram aqui cantados solenemente por ocasião das vitórias militares e do nascimento dos filhos ( fils e filles de France ) da família real; aqui se celebraram os casamentos mais importantes, como o do delfim Luís com a infanta Maria Teresa em 23 de fevereiro de 1745 ou o do delfim. - mais tarde Luís XVI de França - com Maria Antonieta. Todas as cerimónias pertencentes à Ordem do Espírito Santo realizavam-se também na capela.
A capela foi desconsagrada no século XIX e desde então tem servido para usos profanos e eventos privados. Aqui também costumam realizar-se concertos musicais, mas também foi reaberto ao culto e aí celebram-se missas esporadicamente em ocasiões importantes. 

## Descrição

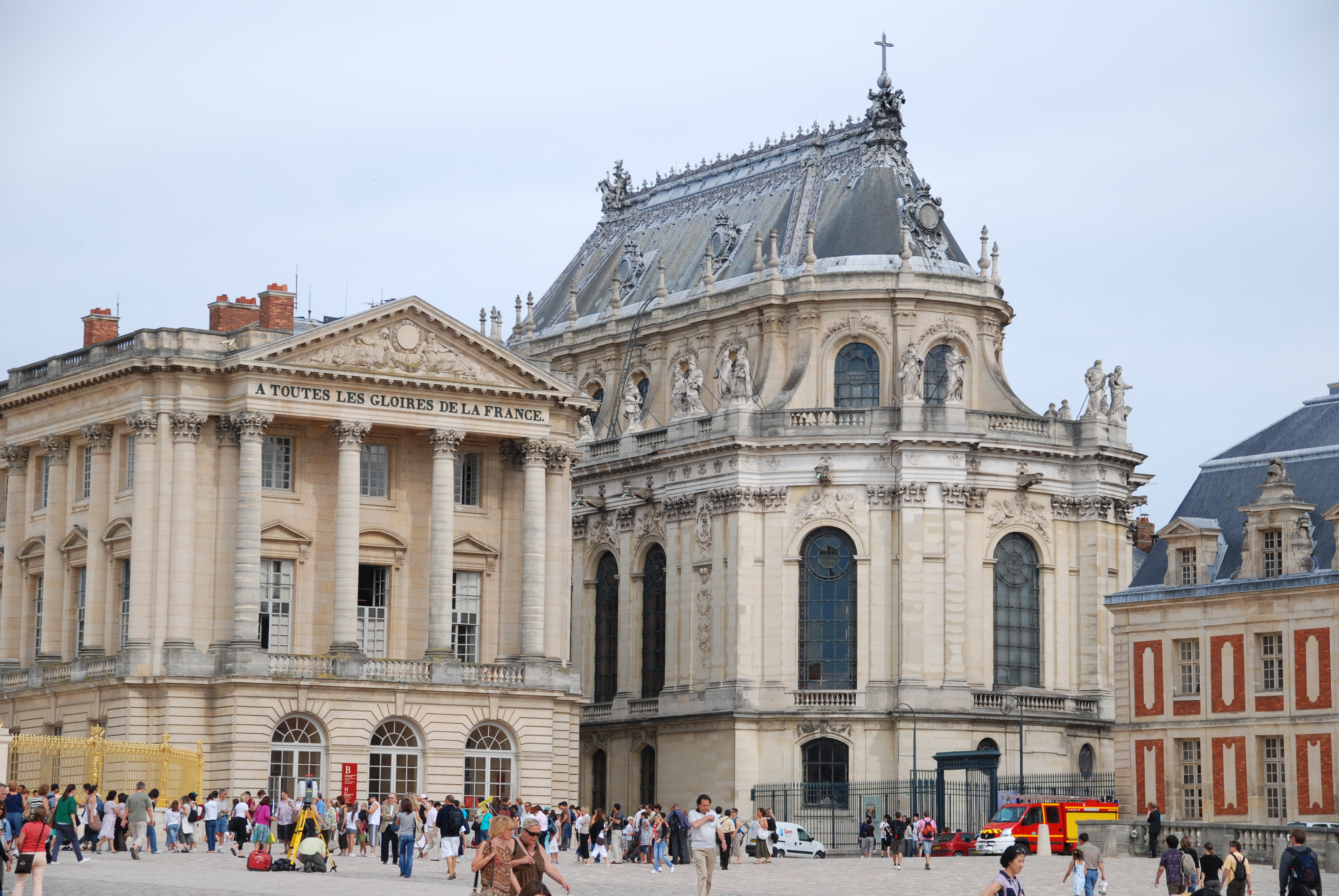
O exterior da quinta e atual capela

A capela fica na ala norte do Palácio de Versalhes . O seu estilo é uma combinação do estilo barroco, mais acentuado no exterior, e do gosto classicizante do interior, que os historiadores da arquitectura definiram como "Classicismo Barroco".
No exterior, a capela não tem fachada, sendo acessível directamente a partir das salas internas do palácio, e segue a estrutura interna, aparecendo bastante a diferença de altura entre a área ocupada pelas naves laterais e o deambulatório e a área ocupada pela nave central. marcado. Abrem-se grandes janelas de lanceta única com arcos de volta perfeita, tanto em correspondência com as galerias femininas como em correspondência com a nave central; as janelas das naves menores, porém, são menores e de formato mais quadrado.
O telhado da capela foi desenhado por Jules Hardouin-Mansart . Originalmente não deveria ultrapassar o resto do palácio em altura, mas, uma vez concluído, atingiu 43 metros acima do solo; era encimado, ao centro, por um lampião, demolido em 1765 .
Acima dos corredores laterais, para decorar a balaustrada, encontram-se 28 estátuas, representando os apóstolos, os evangelistas, alguns padres da Igreja e algumas Virtudes Católicas :
| Statua               | Autore                          | Altezza |
| -------------------- | ------------------------------- | ------- |
| San Tommaso          | Philippe Magnier                | 260 cm  |
| San Giacomo Minore   | Jean-Baptiste Théodon           | 260 cm  |
| San Giacomo Maggiore | Philippe Magnier                | 260 cm  |
| Sant'Andrea          | Jean-Baptiste Théodon           | 260 cm  |
| San Paolo            | Claude Poirier                  | 260 cm  |
| San Pietro           | Claude Poirier                  | 260 cm  |
| San Girolamo         | Guillaume Coustou               | 260 cm  |
| Sant'Agostino        | Guillaume Coustou               | 260 cm  |
| San Gregorio Magno   | Pierre Lepautre                 | 260 cm  |
| Sant'Ambrogio        | Pierre Lepautre                 | 260 cm  |
| San Luca             | Corneille van Cleve             | 285 cm  |
| San Matteo           | Corneille van Cleve             | 283 cm  |
| San Marco            | Corneille van Cleve             | 283 cm  |
| San Giovanni         | Corneille van Cleve             | 283 cm  |
| San Basilio          | Jean Poultier                   | 276 cm  |
| Sant'Atanasio        | Jean Poultier                   | 292 cm  |
| San Cirillo          | Simon Hurtrelle                 | 292 cm  |
| Sant'Ireneo          | Anselme Flamen                  | 292 cm  |
| San Filippo          | Anselme Flamen                  | 292 cm  |
| San Bartolomeo       | Anselme Flamen                  | 292 cm  |
| San Simone           | Jean-Louis Lemoyne              | 276 cm  |
| San Giuda Taddeo     | Jean-Louis Lemoyne              | 276 cm  |
| San Barnaba          | Jean Lapierre e Pierre Bourdict | 260 cm  |
| San Mattia           | Jean Lapierre                   | 260 cm  |
| Religione            | Sébastien Slodtz                | 292 cm  |
| Giustizia            | Pierre Granier                  | 292 cm  |
| Carità               | Robert Le Lorrain               | 292 cm  |
| Fede                 | François Barois                 | 292 cm  |

## Links externos
- (em francês). [16 ottobre 2012 Cópia arquivada em https://web.archive.org/web/20121016071606/http://www.chapelle.chateauversailles.fr/] Verifique valor |archiveurl= (ajuda) |arquivourl= requer |url= (ajuda) Texto "http://www.chapelle.chateauversailles.fr/" ignorado (ajuda); Texto "Tour virtuale della cappella" ignorado (ajuda); |archivedate= e |arquivodata= redundantes (ajuda); Verifique data em: |acessodata=, |arquivodata= (ajuda); Em falta ou vazio |título= (ajuda);
- (em francês) Texto "http://organ-au-logis.pagesperso-orange.fr/Pages/Abecedaire/VersaillesChateau.htm" ignorado (ajuda); Texto "L'organo a canne" ignorado (ajuda); Em falta ou vazio |título= (ajuda)

| Controle de autoridade | GND ( DE ) 4581807-1 · BNF ( FR ) cb14421055b (data) |